# Francisco Hernández de Córdoba (descobridor de Yucatán)
 Per consultar l'article sobre el conqueridor homònim, vegeu Francisco Hernández de Córdoba, fundador de Nicaragua 
Francisco Hernández de Córdoba (1475? − Sancti Spíritus, Cuba, 1517) fou un conqueridor espanyol, que ha passat a la història per l'accidentada expedició que va dirigir entre febrer i maig de 1517, durant la qual es va descobrir, per l'Imperi Espanyol, la Península de Yucatán. De la vida precedent a la conquesta del Yucatan per part d'Hernández de Córdoba sols se sap que vivia a Cuba el 1517 i que era un hisendat ric que tenia un poblat d'indis, així com amistats amb suficient capacitat econòmica com per ajudar-lo a finançar l'expedició.

## Biografia

### Expedició al Yucatán
Francisco Hernández de Córdoba era un dels comanadors més rics assentats a l'illa de Cuba arran de la seva conquesta el 1511. Va ser nomenat pel governador de l'illa, Diego Velázquez de Cuéllar, cap de l'expedició que havia d'explorar els mars situats a occident de Cuba i les possibles illes o costes continentals.
Va partir de Cuba el febrer de 1517 i va trobar la costa del que avui és la península de Yucatán. Sortint del port d'Ajaruco, a la banda nord de la província de l'Havana, segons Díaz del Castillo, o de Santiago segons alguns autors moderns, la flota va ser sorpresa per una tempesta que la va dur a terra. Observaren com s'acostaven els pobladors del lloc, amb cara alegre i mostres de pau. Quan els espanyols van preguntar amb senyals pel nom del lloc, els maies van respondre "in ca wotoch", que vol dir aquesta és la meva casa. Per aquest motiu van anomenar aquell indret com a Punta de Catoche, avui Cap Catoche.
Durant el desenvolupament d'aquesta expedició els espanyols van tenir constància per primera vegada de la presència a Amèrica de cultures avançades (els maies), que vivien en cases massisses i una organització social de complexitat més propera a la del Vell Món. Alhora es va tenir també esperança de l'existència d'or.
Hernández de Córdoba va trobar molts poblats habitats i va iniciar contactes puntuals, però generalment foren pobles hostils, fins al punt que els va ser molt complicada la recollida d'aigua pels atacs de què eren objecte. En un d'ells, a l'indret que van anomenar Champotón, l'atac va ser molt més ferotge del normal i va causar moltes morts entre els expedicionaris, quedant gairebé tots, inclòs Hernández de Córdoba, ferits per fletxes i atzagaies.
El pilot Antón de Alaminos va decidir llevar àncores i dirigir els seus vaixells fins a la Florida, lloc que coneixia per haver participat en l'expedició de Juan Ponce de León el 1512. Allà s'hi van estat el temps just per recollir queviures i aigua i tornar a Cuba.
Però Hernández no va viure la continuïtat de la seva obra: va morir aquell mateix 1517, tot just dues setmanes després de tornar de la seva desgraciada expedició, com a resultat de les ferides i la set patida durant el viatge, i decebut en saber que Diego Velázquez havia preferit a Juan de Grijalva com a capità de la següent expedició al Yucatán.
Les notícies de l'expedició van encoratjar a Velázquez, que va sospitar de la presència d'or en poblacions com les descobertes i va organitzar dues expedicions, al comandament primer de Juan de Grijalva, el 1518, i posteriorment d'Hernán Cortés, el 1519, el qual finalment va acabar explorant i conquerint Mesoamèrica durant la Conquesta de Mèxic.

### Origen de l'expedició d'Hernández
Bernal Díaz del Castillo és el cronista que més detalls aporta sobre el viatge d'Hernández de Córdoba, i també l'únic que va ser testimoni presencial de tot el procés. A més, Bernal declara en la seva crònica haver estat ell mateix promotor del projecte, juntament amb un altre centenar d'espanyols que deien necessitar "ocupar les seves persones", perquè feia tres anys que havien arribat a Cuba, des de Castella d'Or de Pedrarias Dávila, i es queixaven que "no havien fet cap cosa per contar fora".
De la narració dels fets que fa Bernal Díaz del Castillo sembla deduir-se, possiblement contra les pretensions pel narrador, que hagués preferit amagar-ho, que l'origen del projecte era obtenir indis com esclaus per ampliar o renovar la mà d'obra de les explotacions agrícoles o mineres de Cuba, i perquè els espanyols residents a l'illa que no tenien indis, ni per tant explotació pròpia, com li passava al mateix Bernal, poguessin establir-se com a hisendats.
Bernal narra primer que tant ell com altres cent deu espanyols, que vivien a Castella d'Or, van decidir demanar permís a Pedro Arias Dávila per traslladar-se a Cuba i que Pedrarias ho va concedir de bon grat perquè a Terra Ferma "no hi havia res a conquerir, que tot estava en pau, que Vasco Núñez de Balboa, el gendre del Pedrarias, l'havia conquerit".
Aquests espanyols de Castella d'Or es van presentar a Cuba a Diego Velázquez, governador i familiar de Bernal Díaz del Castillo, que els va prometre "que ens donaria indis, a vacant". Immediatament després d'aquesta al·lusió a la promesa d'indis, Bernal diu que "I com havien passat ja tres anys [...] i no havíem fet cap cosa per contar fora", els cent deu espanyols procedents del Darién "i els que a l'illa de Cuba no tenien indis" van decidir concertar-se amb "un gentilhome que es deia Francisco Hernández de Córdoba […] i era home ric i tenia poble d'indis en aquella illa [Cuba]", perquè acceptés ser el seu capità per "anar a la nostra ventura a descobrir noves terres i en elles emprar les nostres persones".
S'aprecia que Bernal Díaz del Castillo quasi no aconsegueix amagar que els tan repetits indis alguna cosa tenien a veure amb el projecte, tot i que autors com Madariaga prefereixin concloure que l'objectiu era el molt més noble de descobrir, ocupar les nostres persones i fer coses dignes de ser explicades. Però és que a més el propi governador Diego Velázquez va voler participar en el projecte, i va prestar un vaixell ... "amb la condició que [...] havíem d'anar amb aquells tres vaixells a unes illetes que estan entre l'illa de Cuba i Hondures, que ara es diuen les illes dels Guanaxes, i que havíem d'anar de guerra i carregar els vaixells d'indis d'aquelles illes per pagar amb indis el vaixell, per servir-se'n per esclaus". El cronista nega immediatament que s'admetés aquesta pretensió de Velázquez: "li vam respondre que el que deia no ho mana Déu ni el rei, que féssim als lliures esclaus". Si hem de creure a Bernal, el governador va admetre esportivament la negativa, i malgrat tot va fiar el vaixell.
Per valorar la forma vaga i fins i tot contradictòria en què Bernal tracta l'assumpte del segrest d'indis com a possible objectiu del viatge cal tenir en compte que va escriure la història de la conquesta uns cinquanta anys després que passessin els fets, i que almenys en part el seu objectiu era que es reconeguessin els seus serveis a la Corona, i els dels seus companys. És difícil que en aquestes circumstàncies hagués reconegut clarament que l'expedició era de tracta d'esclaus.
La majoria dels seus contemporanis, que a més van escriure abans, són més contundents: en la carta enviada a la reina la senyora Joana i l'Emperador Carles V per la justícia i regiment de la Rica Vila de la Vera Cruz, els capitans de Cortés narren l'origen de l'expedició d'Hernández dient: "com és costum en aquestes illes que en nom de les vostres majestats estan poblades d'espanyols d'anar per indis a les illes que no estan poblades d'espanyols, per servir d'ells, van enviar els esmentats [Francisco Fernández de Còrdova, i els seus socis Lope Ochoa de Caicedo i Cristóbal Morante] dos navilis i un bergantí perquè de les dites illes portessin indis a la dita illa Fernandina, i creiem […] que el dit Diego Velázquez […] tenia la quarta part de la dita armada". En la seva Relación de las cosas de Yucatán, Fra Diego de Landa diu que Hernández de Córdoba anava ... "a rescatar esclaus per a les mines, ja que a Cuba s'anava reduint la gent", tot i que després afegeix ... "Altres diuen que va sortir a descobrir terra i que va portar per pilot a Alaminos...". Bartolomé de las Casas també diu que, si bé el propòsit original era segrestar indis per esclavitzar, en algun moment l'objectiu es va ampliar al de descobrir, cosa que justifica a Alaminos.
La presència d'Antón de Alaminos en l'expedició és un dels arguments en contra de la hipòtesi de l'objectiu exclusivament esclavista. Aquest prestigiós pilot, veterà dels viatges de Cristòfor Colom i fins a, segons alguns, suposat coneixedor de destinacions inèdites en les cartes de marejar, sembla un recurs excessiu per a una expedició esclavista als illots de Guanaja.
La presència a l'expedició del veedor Bernardino Íñiguez fa que la hipòtesi de la mera intenció de capturar indis no s'adigui. Aquest càrrec públic s'encarregava de comptar els tresors rescatats en les expedicions, els metalls i pedres precioses, per donar fe de la correcta separació del cinquè reial i d'altres requisits legals com llegir als indis, abans d'atacar-los, el  Requeriment, una declaració d'intencions i advertències, per donar legalitat a l'agressió davant possibles investigacions futures. Si l'expedició anava a Guanaja a per indis, no feia falta, i fins i tot era inconvenient, dur amb ella un veedor. Encara que, d'altra banda, segons Bernal Íñiguez no era sinó un soldat més, al qual s'havien atorgat funcions de veedor, el seu nomenament indica que almenys es pensava en la possibilitat d'explorar.
Així doncs, amb aquestes dades de partida, es pot dir que Hernández de Córdoba va descobrir el Yucatán per accident en veure's desviada la seva expedició per una tempesta, inicialment destinada a un viatge més curt per segrestar indis per a les hisendes de Cuba. O pot suposar-se que després d'uns mals propòsits de Diego Velázquez, ràpidament reprimits pels altres espanyols, que a més es conformaven a seguir sense indis a Cuba, el viatge es va planejar exclusivament com de descobriment i conquesta, i per això es portava veedor, i tan bon pilot. Per descomptat, pot creure's, com Las Casas, que el projecte pretenia aconseguir els dos objectius.
Anys més tard, Francisco Cervantes de Salazar, en la seva Crónica de la Nueva España va atribuir a Hernández de Córdoba els següents fets i frases:
| «                                                            | D'aquesta manera va sortir Francisco Hernández del port de Santiago de Cuba, el qual, estant ja en alta mar, declarant el seu pensament, que era un altre del que semblava, digué el pilot: «No vaig jo a buscar lucayos (indis de rescat), sinó per demanar alguna bona illa, per poblar-la i ser Governador d'ella, perquè si la descobrim, estic segur que tant pels meus serveis com pel favor que tinc a Cort amb els meus parents, que el Rei em farà gràcies de la governació d'ella; per això, busqueu-la amb compte, que jo us ho gratificaré molt bé i us faré en tot avantatges entre tots els altres de la nostra companyia.» | » |
| — Crónica de la Nueva España, Francisco Cervantes de Salazar | |   |

### Descobriment de Yucatán
Anessin o no a la recerca d'indis dels illots de Guanaja, el 8 febrer 1517 van sortir del port d'Ajaruco, a l'Havana, o potser en aquesta data o una mica abans de Santiago, dos vaixells i un bergantí, tripulats per més de 100 persones. El capità de l'expedició era Francisco Hernández de Córdoba, i el pilot Antón de Alaminos, de Palos. Camacho de Triana i Joan Álvarez, "el Manquillo", de Huelva, eren els pilots dels altres dos vaixells.
Fins al 20 de febrer van vorejar l'illa Fernandina (Cuba). Arribats a la punta de San Antón, van sortir a mar obert. Tot seguit hagueren d'afrontar dos dies sencers de forta tempesta, que segons Bernal, va posar en perill els vaixells i va consolidar el dubte sobre l'objectiu de l'expedició, perquè després de la tempesta podria sospitar-se que les naus estaven perdudes.
Després van tenir vint dies de bonança, en acabar els quals van veure terra i, molt propera a la costa i visible des dels vaixells, la primera població de grans dimensions i amb cases massisses vista a Amèrica. Els espanyols, que recordaven allò musulmà en tot el que, sent desenvolupat, no fos cristià, van anomenar a aquesta primera ciutat descoberta a Amèrica el gran Caire, com després anomenarien mesquites a les piràmides i en general a qualsevol centre religiós.
És raonable designar aquest moment com el descobriment de Yucatán i fins i tot "de Mèxic", si l'entenem amb les fronteres actuals, però els expedicionaris d'Hernández no foren els primers europeus a trepitjar Yucatán. En 1511 un vaixell de la flota de Diego de Nicuesa, que tornava a la Hispaniola, va naufragar prop de les costes de Yucatán, i alguns dels seus ocupants van aconseguir salvar-se. Quan els soldats d'Hernández van veure i nomenar El gran Caire, dos d'aquests nàufrags, Jerónimo de Aguilar i Gonzalo Guerrero, vivien a la zona de Campeche, parlaven el dialecte maia de la zona, i el segon fins i tot sembla que governava una comunitat indígena.

### Etimologia dels noms "Yucatán" i "Catoche"
Els navegants van avançar els dos vaixells de menor calat per saber si podien fondejar-los amb seguretat al costat de terra. Bernal situa el 4 març de 1517 la primera trobada amb indis de Yucatán, que van anar a aquests vaixells en deu canoes grans, tant a rem com a vela. Entenent-se per senyes, els indis sempre amb alegre cara i mostres de pau comunicaren als espanyols que l'endemà hi anirien més piragües, per portar-los a terra.
El moment en què els indis van pujar a les naus espanyoles i acceptaren els enfilalls de comptes verds i altra quincalla preparada a l'efecte va ser un dels pocs contactes pacífics que va tenir el grup d'Hernández amb els indis, i fins i tot en aquest les mostres de pau eren fingides. Precisament durant aquests contactes del 4 de març podrien haver nascut els topònims Yucatán i Catoche, la història dels quals, sorprenent i divertida, se cita sovint: els espanyols en preguntar als indis pel nom d'aquella terra que acabaven de descobrir i en escoltar la seva resposta, bastant previsible: "no entenc el que dius" ... "aquestes són les nostres cases" ... van posar a la terra el nom que escoltaven: Yucatán, que voldria dir "no t'entenc", per a la "Província" (o illa, segons creien ells), i Catoche, que significaria "les nostres cases", a la població on van desembarcar i al cap.
Fra Diego de Landa dedica el segon capítol de la seva Relación de las cosas de Yucatán a l'Etimologia del nom d'aquesta Província. En ell ens confirma el cas del cap Catoche, que procediria de cotoch, "les nostres cases, la nostra pàtria", però no sembla en canvi que confirmi que Yucatán signifiqui "no entenc".
Bernal Díaz del Castillo també s'ocupa de l'assumpte. Confirma l'etimologia de Catoche com "les nostres cases", però aporta per Yucatán una explicació encara més sorprenent, segons la qual, els dos indis capturats a la batalla de Catoche, Julianillo i Melchorejo, en les primeres converses amb els espanyols a Cuba, i estant present Diego Velázquez, haurien parlat del pa. Els espanyols explicaren que el seu pa estava fet de "iuca" i els indis maies aclariren que al seu pa li deien "tlati", i de la repetició de "iuca" (veu carib, no maia) i "tlati" durant la conversa, els espanyols haurien deduït falsament que els estaven intentant ensenyar el nom de la seva terra: Yuca-tán.
És probable que el primer narrador de la història del "no t'entenc" fos Fra Toribio de Benavente, Motolinía, que al final del capítol 8 del tractat tercer de la seva Historia de los indios de la Nueva España diu: "perquè parlant amb aquells Indis d'aquella costa, al que els espanyols preguntaven els Indis responien:«Tectetán, Tectetán», que vol dir:«No t'entenc, no t'entenc»: els cristians corromperen el vocable i no entenent el que els Indis deien, van dir: «Yucatán es diu aquesta terra», i el mateix va passar amb un cap proper, al qual van anomenar cap de Cotoch, i Cotoch en aquella llengua vol dir casa.

### Batalla de Catoche i exploració de Yucatán
L'endemà, segons el promès, els indis van tornar amb més piragües per traslladar els espanyols a terra. Aquests van contemplar bastant alarmats com la costa s'omplia de nadius, pressentint que el desembarcament podia ser perillós. Amb tot, van baixar a terra com demanava el fins aleshores amable amfitrió, el cacic de El gran Caire, tot i que per precaució van usar els seus propis bots en lloc d'acceptar ser portats pels indis en canoes, i van sortir armats amb quinze ballestes i deu escopetes segons Bernal Díaz del Castillo.
Els temors dels espanyols es confirmaren immediatament. El cacic els tenia preparada una emboscada en trepitjar terra. Nombrosos indis, armats amb llances, rodelles, fones, fletxes i vestits amb armadures de cotó van atacar els espanyols. Només la sorpresa produïda en els indis per les tallants espases, les ballestes i les armes de foc va poder foragitar-los, aconseguint els espanyols tornar a embarcar, no sense patir els primers ferits i les dues primeres morts de l'expedició 
Durant aquesta batalla de Catoche van tenir lloc dos fets que tindrien gran influència futura: un va ser haver fet presoners a dos indis, als que una vegada batejats se'ls va anomenar Julián i Melchor, o més freqüentment Julianillo i Melchorejo, que serien els primers intèrprets dels espanyols en terra maia, en l'expedició de Grijalva. Un altre va ser la curiositat i valor del clergue González, capellà del grup, que havent saltat a terra amb els soldats, es va entretenir a explorar i saquejar una piràmide i uns adoratoris, mentre els seus companys intentaven salvar la vida. El clergue González va veure per primera vegada els ídols i va recollir peces amb or que serien suficients per excitar la cobdícia dels espanyols de Cuba, a la tornada de l'expedició.
De tornada a les naus, Antón de Alaminos va imposar una navegació lenta i vigilant, movent-se només de dia, perquè estava entestat en què Yucatán era una illa. A més, va començar la major penalitat dels viatgers, la manca d'aigua de boca a bord. Els dipòsits d'aigua i altres atuells no tenien la qualitat requerida per a llargues travessies, ja que perdien aigua i no la conservaven bé, exigint freqüents desembarcaments per renovar l'imprescindible líquid.
Quan van anar a terra per fer aigua, prop d'un poble al que van anomenar Lázaro (En llengua d'indis es diu Campeche, ens aclareix Bernal), els indis se'ls van acostar una vegada més amb aparença pacífica, i els van repetir una paraula que hauria d'haver resultat enigmàtica: "Castilian". Després es va atribuir la paraula a la presència en les proximitats de Jerónimo de Aguilar i Gonzalo Guerrero, els nàufrags de Nicuesa. Els espanyols van trobar un pou utilitzat pels indis per abastir-se d'aigua dolça, i van poder omplir les seves reserves. Els indis, una altra vegada amb aspecte i maneres amigables, els van portar al seu poblat, on una vegada més van poder veure construccions sòlides i molts ídols. També van conèixer als primers sacerdots, amb la seva túnica blanca i la seva llarga cabellera impregnada de sang humana. Aquests sacerdots els van fer veure que les mostres d'amistat no continuarien: convocaren a gran quantitat de guerrers i van ordenar cremar uns canyissars secs, indicant als espanyols que si no marxaven abans que s'extingís el foc, els atacarien. Els homes d'Hernández van retirar-se als vaixells abans que els indis els ataquessin, sortint ben parats de la descoberta de Campeche.

### Champotón - Potonchán
Els vaixells van poder navegar uns sis dies amb bon temps i quatre amb temporal, que va estar a punt de fer-los naufragar. Passat aquest temps, l'aigua dolça se'ls va tornar a esgotar per culpa del mal estat dels dipòsits. Estant en situació extrema es van aturar a recollir aigua en un lloc que Bernal de vegades anomena Potonchán i a vegades pel seu nom actual, Champotón, on discorre el riu del mateix nom. Quan havien omplert els dipòsits es van veure envoltats per molts esquadrons d'indis. Van passar la nit a terra, amb grans precaucions.
Els espanyols van decidir que no havien de fugir com a Lázaro-Campeche, ja que necessitaven aigua, i la retirada semblava més perillosa que l'atac. Van decidir lluitar, amb un resultat molt advers: només començar la batalla Bernal ja parla de vuitanta espanyols ferits. Tenint en compte que els embarcats eren un centenar de persones, no tots soldats, en aquest moment van estar molt a prop d'acabar l'expedició. Ben aviat van descobrir que els indis es multiplicaven amb nous reforços, i que si bé espases, ballestes i arcabussos els espantaven al principi, aconseguien superar la sorpresa procurant llençar fletxes des de la distància als espanyols, per mantenir-se allunyats de les seves espases. Al crit de "Calachumi", que els conqueridors aviat van saber traduir com "el cap", els indis es van acarnissar amb Hernández de Còrdova, que va rebre deu fletxes. Els espanyols van aprendre l'interès dels indis per capturar persones vives: dues van ser fetes presoneres i segurament sacrificades després.
Va arribar un moment en què només quedava un soldat il·lès, el capità devia estar pràcticament inconscient, i l'agressivitat dels indis es multiplicava. Van decidir com a últim recurs trencar el setge dels indis en direcció als bots, i tornar a bord sense recuperar les tines d'aigua. Els indis els van atacar amb força amb fletxes, provocant que bolquessin els bots i els supervivents d'Hernández hagueren de desplaçar-se agafats a les vores dels bots, mig nedant, sent recollits pel vaixell de menys calat, i posats fora de perill.
Els supervivents hagueren de lamentar la manca de cinquanta companys, incloent els dos que es van endur vius. La resta estaven molt malferits, amb excepció d'un soldat anomenat Berrio, que va resultar il·lès. Cinc van morir en els dies següents, i llançats al mar els seus cadàvers. Els espanyols van anomenar l'indret "costa de la mala baralla", figurant així als mapes durant algun temps.

### El retorn a través de la Florida
Els expedicionaris havien tornat a les naus sense l'aigua dolça que els havia obligat a desembarcar. A més, veien minvada la tripulació en més de cinquanta homes, molts d'ells mariners, cosa que unit a la gran quantitat de ferits greus els impedia maniobrar els tres vaixells. Es van desfer del de menor calat, cremant-lo a alta mar, després d'haver repartit en els altres dos les seves veles, àncores i cables.
La set va començar a ser intolerable. Bernal diu que se'ls clivellaven llengües i goles, i de soldats que van morir perquè la desesperació els va dur a beure aigua de mar. Un altre desembarcament de quinze homes, en un lloc que van anomenar Estero de los lagartos només va servir per obtenir aigua salobre, que va augmentar la desesperació entre els tripulants.
Els pilots Alaminos, Camacho i Álvarez van decidir, a iniciativa d'Alaminos, navegar cap a la Florida en lloc de fer-ho directament a Cuba. El pilot major Alaminos recordava la seva exploració de La Florida amb Juan Ponce de León, i creia saber que aquesta era la ruta més segura, encara que només arribar a Florida va advertir als seus companys de la bel·licositat dels indis locals. Les vint persones, entre elles Bernal i el pilot Alaminos, que van desembarcar a la recerca d'aigua van ser atacades per nadius, encara que aquesta vegada van aconseguir sobreposar-se a ells, no sense que Bernal rebés la seva tercera ferida del viatge, i Alaminos una fletxa a la gola. Va desaparèixer un dels guaites que s'havien posat al voltant de la tropa, Berrio, l'únic soldat que havia resultat il·lès a Champotón. Van poder tornar al vaixell amb aigua dolça que va alleujar el patiment dels que s'havien quedat al vaixell.
Ja a l'aigua es van dirigir cap a l'Havana amb els dos vaixells restants, i no sense dificultats, ja que els vaixells estaven deteriorats i ja feien aigua, van poder desembarcar al port de Carenas (l'Havana), donant per acabat el viatge.
En algun moment entre 1517 i 1518 els espanyols van deixar abandonada a l'illa de Términos (actualment illa del Carmen) a una gossa de caça, la llebrer de Términos, que després recuperaria l'expedició de Cortés. Bernal Díaz del Castillo diu que va ser Grijalva el que va perdre la gossa, però Cortés atribueix l'anecdòtic succés a Hernández. Si fos així, com suposa el modern biògraf de Cortés Juan Miralles Ostos, s'hauria de revisar la ruta de tornada de la seva expedició, que no aniria de Champotón a Florida directament, sinó fent terra a l'illa del Carmen, una mica més al sud.

### Conseqüències del descobriment de Yucatán
El descobriment de El Gran Caire, el març de 1517, va ser un moment crucial en la consideració de les Índies pels espanyols: fins llavors, res s'havia assemblat a les històries de Marco Polo, o a les promeses de Cristòfor Colom, que veia Catai rere cada cap i cada riu. Lluny encara les trobades amb les cultures asteca i inca, El Gran Caire era el més semblant a aquest somni que els conqueridors havien contemplat fins llavors. De fet, quan van arribar notícies a Cuba, els espanyols van revifar la seva imaginació, creant una altra vegada fantasies sobre l'origen dels pobles descoberts, que remetien a "els gentils" o "els jueus desterrats de Jerusalem per Tito i Vespasià".
De la importància que es va donar a les notícies, objectes i persones que Hernández va portar a Cuba dona idea la rapidesa amb què es va preparar la següent expedició que Diego Velázquez va encarregar a Juan de Grijalva. Les notícies que en aquesta illa de Yucatán hi havia or, confirmades més amb entusiasme per Julianillo, l'indi presoner des de la batalla de Catoche, alimentaren el procés que conclouria amb la Conquesta de Mèxic per la tercera flota enviada, la d'Hernán Cortés.